# ZEROキッズ
ZEROキッズ（ぜろきっず）とは、東京都中野区を拠点とする社会教育団体である。

## 略歴
1993年のなかのZEROホールの開館記念事業をきっかけに結成した。
「そうぞう力」（想像力＆創造力）をテーマに音楽・演劇・ダンス・マイム・造形活動・自然体験などのワークショップから、五感をフルに使ってイメージと感動を表現につなげる教育活動を行う。
2003年に特定非営利活動法人の認証を受ける。活動の集大成として4つの創作ミュージカル｢森のふ・し・ぎ｣（1998年）、｢海のふ・し・ぎ」（2000年）、「そらのふ・し・ぎ」（2003年・2005年）、「ふしぎの森へ…｣（2009年）を演じた。
数年に一度ミュージカル公演を行うが、ダンスやボイストレーニングなどの表現の基礎や、造形、自然体験、環境学習まで幅広く活動を行なっている。芸能事務所ではないがスカパー!やローカル番組等の出演を精力的にしている。また老人ホームへの訪問や中野区長への訪問などもしている。
文化庁の「市民から文化力プロジェクト」に参加している。

## 出演作
- 1993年 111匹のねこたちとゆかいな音楽会
- 1994年 表現あそび、こどものためのオペラ銀河鉄道、中野区中央図書館開館1周年記念ライブ
- 1995年 ゆかいな春の音楽会、にほんの音みつけた
- 1996年 ゆかいな音楽会96
- 1997年 山形県鶴岡養護学校との交流音楽会・月夜のネコのわくわくパーティー
- 1998年 創作ミュージカル地球ファンタジー・森のふ・し・ぎ
- 1999年 障害児支援交流音楽会・ふしぎの音のパラダイス、ゴスペル入門講座
- 2000年 創作ミュージカル地球ファンタジー・海のふ・し・ぎ
- 2003年 創作ミュージカル・Spaceファンタジーそらのふ・し・ぎ（初演）
- 2004年 東京都人権擁護委員会主催人権作文発表会・そらのふ・し・ぎ一部公演
- 2005年　創作ミュージカル・Spaceファンタジーそらのふ・し・ぎ（再演）
- 2006年  全国子ども会育成中央会議・研究大会及び全国子ども会子どもが主人公の居場所づくり推進研究大会において講演と実演「そらのふ・し・ぎ」
- 2007年  夢のキッズミュージアム2007
- 2008年  夢のキッズミュージアム　Kids Alive!
- 2008年 東京桜組公演・海に願いを
- 2009年 ZEROキッズ15周年＆こども環境学会活動賞受賞記念公演ZEROキッズのミュージカルファンタジー・ふしぎの森へ…
- 2011年 平成23年度 長唄杵巳流一門会 特別企画ステージ 「「頑張れ東日本！」祈りプロジェクト」に有志が浴衣姿で合唱参加

## 賞
- 2005年　第14回音楽教育振興賞（音楽教育振興財団/毎日新聞社）
- 2009年 こども環境学会活動賞（こども環境学会）
- 2010年 第４回社会貢献活動見本市がんばれ子供村賞（としまNPO推進協議会）
- 2010年　国際ソロプチミストルビー賞（国際ソロプチミスト新宿の会）
- 2010年　第41回博報賞「教育活性化部門」（公益財団法人 博報児童教育振興会）

## ディスコグラフィ
- 2002年 地球ファンタジー海のふ・し・ぎ（ビクターエンタテインメント）
- 2002年 こどもたちと創る地球ファンタジー海のふ・し・ぎ（音楽之友社）
- 2005年 Spaceファンタジーそらのふ・し・ぎ（ZEROキッズ）
- 2005年 こどもたちと創るSpaceファンタジーそらのふ・し・ぎSONG BOOK（音楽之友社）
- 2005年 見えない翼（ZEROキッズ）
- 2005年 そらのふ・し・ぎ（ZEROキッズ）

## その他
- 2007年 さかなクン マリンキッズのイベントわっしょい！！サイエンスチャンネル系列
- 2007年 空を見上げようサイエンスチャンネル系列